# Du kích Liên Xô
Quân Du kích Liên Xô là các thành viên của phong trào kháng chiến thực hiện chiến tranh du kích chống lại sự chiếm đóng của Đức Quốc xã ở Liên Xô trong suốt Chiến tranh thế giới thứ II.
Phong trào được thiết lập và chỉ huy bởi chính quyền Liên Xô dựa trên kiểu mẫu của Hồng quân. Đối tượng chính của cuộc chiến tranh du kích, được thực hiện bởi các đơn vị du kích Liên Xô, là phá vỡ mặt trận phía Đông của quân Đức, đặc biệt là các tuyến lưu thông đường bộ và đường sắt.

## Việc thành lập lực lượng kháng chiến Liên Xô chống Đức
Kế hoạch của chiến tranh du kích được Hội đồng nhân dân và Đảng Cộng sản Liên Xô phác thảo. Các chỉ thị được công bố vào ngày 29 tháng 7 năm 1941 cùng các tài liệu đi kèm. Lực lượng du kích riêng rẽ và các nhóm nghi binh sẽ được bố trí trên các khu vực bị quân Đức chiếm đóng, người Đức thực hiện việc giết choc cũng như các vùng mà đường bộ, hệ thống liên lạc viễn thông bị gián đoạn, các nguồn tài nguyên giá trị bị phá hủy. Stalin, trong bài phát biểu trên radio vào ngày 3 tháng 8 năm 1941, liên tục lặp đi lặp lại các mệnh lệnh và chỉ thị cho nhân dân. Trong bài diễn văn vào 16 tháng 8 năm 1941, Hitler đã chỉ ra lợi điểm mà chiến tranh du kích, xảy ra ở hậu phương quân Đức, mang đến. Nó cho phép Đức Quốc xã một sự tha thứ khi tiến hành thực hiện việc "phá huỷ bất cứ thứ gì chống lại người Đức".